# تشارلز أوقست نيكولز
تشارلز أوقست نيكولز (بالإنجليزية: Charles August Nichols)‏ هو محرك صور متحركة ‏ ومخرج أمريكي، ولد في 15 سبتمبر 1910 في ميلفورد في الولايات المتحدة، وتوفي في 24 أغسطس 1992 في سان مارينو في الولايات المتحدة.

## وصلات خارجية
- تشارلز أوقست نيكولز على موقع IMDb (الإنجليزية)
- تشارلز أوقست نيكولز على موقع تيرنر كلاسيك موفيز (الإنجليزية)
- تشارلز أوقست نيكولز على موقع أول موفي (الإنجليزية)
- تشارلز أوقست نيكولز على موقع قاعدة بيانات الأفلام السويدية (السويدية)
- تشارلز أوقست نيكولز على موقع قاعدة بيانات الفيلم (الإنجليزية)
- تشارلز أوقست نيكولز على موقع كينوبويسك (الروسية)